# Karl Voigt (Bildhauer)
Karl Voigt (* 10. April 1923 in Halle/Saale; † 30. Juli 1994 ebenda) war ein deutscher Bildhauer.

## Leben und Werk
Voigt absolvierte von 1936 bis 1941 eine Lehre als Technischer Zeichner und arbeitete danach bis 1946 in Halle als Konstrukteur im Stahlhochbau. Daneben besuchte er von 1943 bis 1945 in Halle bei Gustav Weidanz Abendkurse an der Meisterschule für das Gestaltende Handwerk. Von 1946 bis 1950 studierte er bei Waldemar Grzimek und Weidanz und an der Schule, die nun den Namen Burg Giebichenstein – Kunstschule und Werkstätten der Stadt Halle-Saale trug. Von 1950 bis 1952 leitete Voigt das Kulturamt der Stadt Halle. Ab 1954 arbeitete er in Halle als freischaffender Bildhauer. Insbesondere in Halle schuf er als Auftragsarbeiten eine Anzahl von Werken im öffentlichen Raum und baubezogene Arbeiten.
1957 unternahm Voigt eine Studienreise in die Sowjetunion und 1959 nach Rumänien. 
Voigt war Mitglied des Verbands Bildender Künstler der DDR und in dessen Bezirksvorstand Halle aktiv. Er war als Inoffizieller Mitarbeiter für das MfS tätig.

## Ehrungen
- 1957: Kunstpreis der Stadt Halle
- 1958: Nationalpreis der DDR III. Klasse

## Werke (Auswahl)

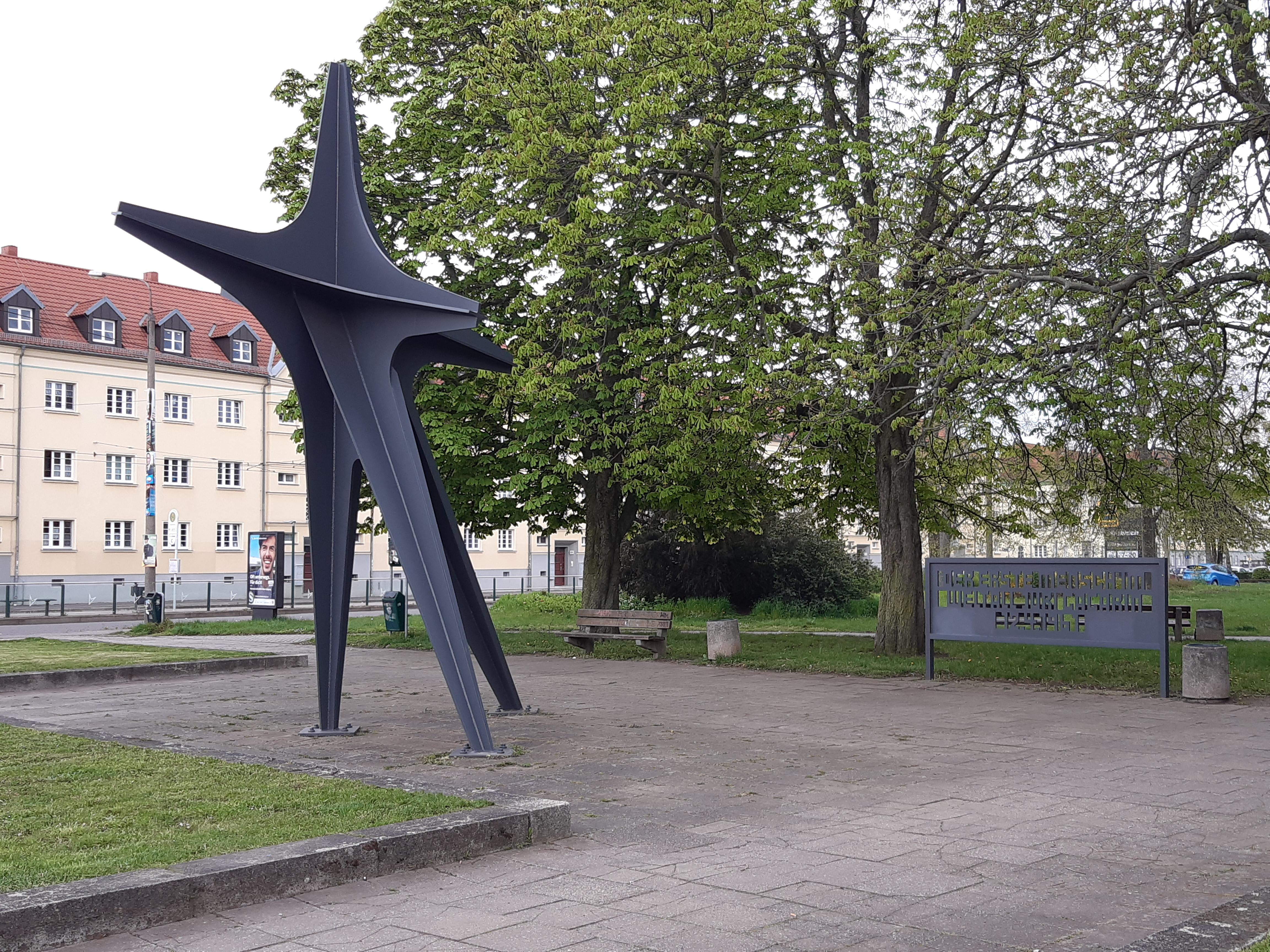
Juri-Gagarin-Denkmal in Halle (Saale)

- Bergmann (1955, Statue, Kunststein; Sangerhausen)[3]
- Schwimmerin (1955, Steinplastik, Halle, Nordbad)
- Thälmannbüste (Kunstpreis der Stadt Halle 1957; Halle, Volkspark)
- Heinrich Heine (um 1962, Statuette)[4]
- Juri-Gagarin-Denkmal (1979, Plastik; Halle, Vogelweide)
- Heinrich-Heine-Relief (Schule Reinsdorf-Wittenberg)

## Ausstellungen (mutmaßlich unvollständig)
- 1962/1963: Fünfte Deutsche Kunstausstellung
- 1973: Mosigkau, Schloss Mosigkau („10. Sommerausstellung. Bildhauer des Bezirkes Halle“)
- 1979: Halle, Bezirkskunstausstellung